# Ceratina vernoniae
Ceratina vernoniae är en biart som beskrevs av Carlos Schrottky 1920. Ceratina vernoniae ingår i släktet märgbin, och familjen långtungebin. Inga underarter finns listade i Catalogue of Life.